# اچ‌دی ۱۴۱۸۴۶
اچ‌دی ۱۴۱۸۴۶ یک ستاره است که در صورت فلکی مرغ بهشتی قرار دارد.